# Enallagma recurvatum
Enallagma recurvatum é uma espécie de libelinha da família Coenagrionidae.
É endémica dos Estados Unidos da América.
Os seus habitats naturais são: lagos de água doce.
Está ameaçada por perda de habitat.